# Momperone
Momperone (piemontesisch Mumpròn) ist eine Gemeinde in der italienischen Provinz Alessandria (AL), Region Piemont.

## Lage und Einwohner
Die Gemeinde Momperone liegt 40 km östlich von der Provinzhauptstadt Alessandria auf einer Höhe von 279 m über dem Meeresspiegel, am kleinen Fluss Curone. Das Gemeindegebiet umfasst eine Fläche von 8,6 km² und hat 200 (Stand 31. Dezember 2023) Einwohner.
Die Nachbargemeinden sind Brignano-Frascata, Casasco, Cecima, Montemarzino und Pozzol Groppo.

## Geschichte

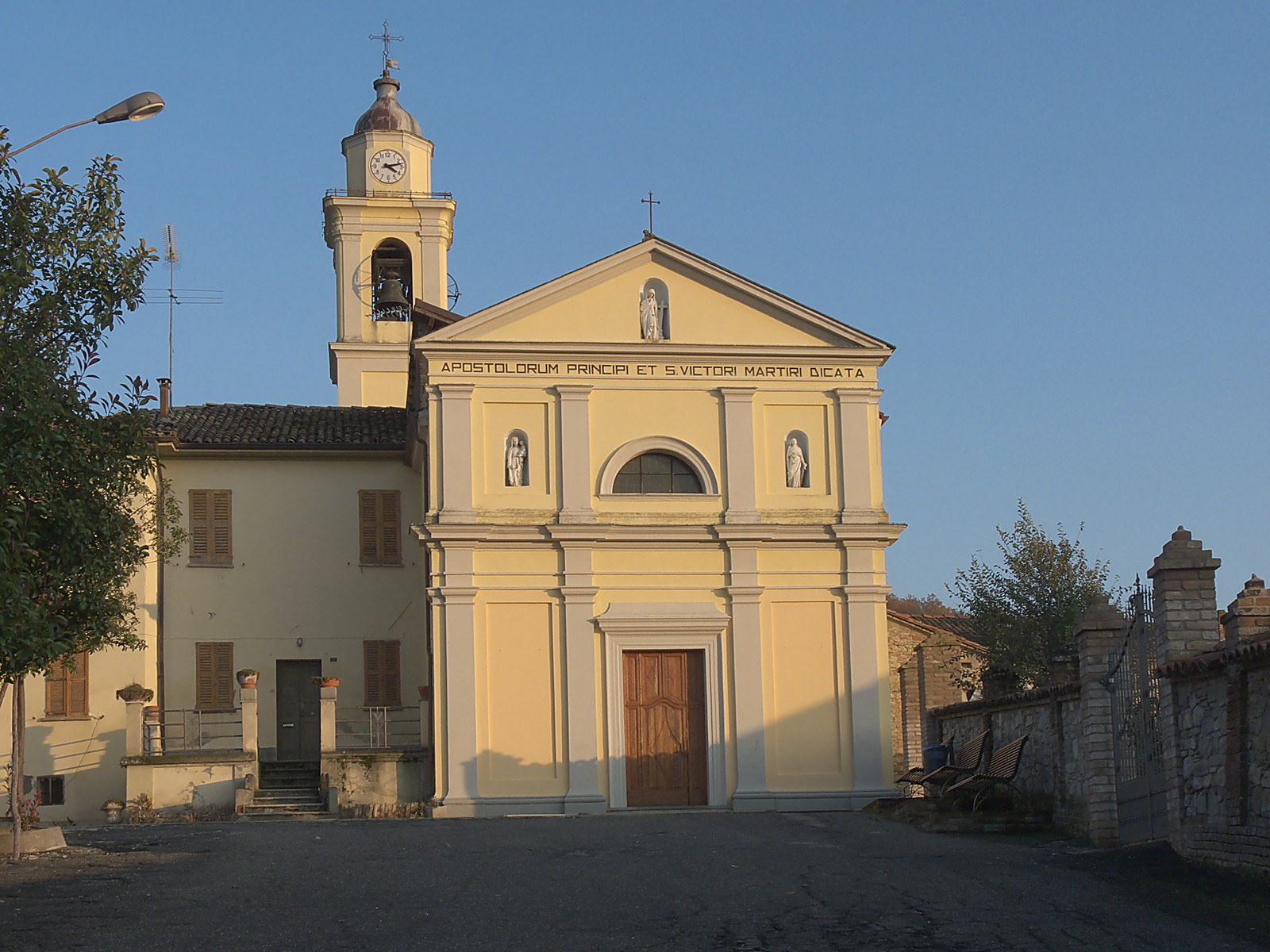
Kirche Santi Pietro und Vittore

Die Etymologie des Ortsnamens lässt sich auf das Vorhandensein von Mergelsteinbrüchen in der Gegend zurückführen. Sein Name ist daher das Ergebnis der Verbindung der Begriffe „Berg“ und „Stein“, wobei letzterer im Dialekt zu „Birne“ wird. Vermutlich in der ligurischen Zeit erbaut, war es Sitz einer Burg von Tortona, die Friedrich II. 1220 der Stadt bestätigte und damit die zuvor von seinem Vater und seinem Großvater gewährten Privilegien erneuerte. Die Einwohner von Tortona vergaben es an die Malaspina-Familien, die es wiederum Tedisio Frascarolo überließen.
Im 15. Jahrhundert belehnte Herzog Filippo Maria es an Perino di Tortona. Dessen Sohn verkaufte es an Antonio Guidobono Cavalchini aus Montacuto, dem es bis 1669 gehörte. Im 18. Jahrhundert gelangte es durch Mitgift zunächst an die Malaspinas von Vaccarezza und Bobbio und dann an die Malaspinas von Volpedo.
Während der faschistischen Zeit wurde es 1928 der Gemeinde Brignano-Frascata eingegliedert, von der es erst wieder 1947 die volle Unabhängigkeit erlangte.

## Sehenswürdigkeiten
Zu den wenigen monumentalen Überresten, die besichtigt werden können, gehört die Pfarrkirche Santi Pietro und Vittore aus der Zeit des Barock, im Inneren wertvolle Marmoraltäre. Noch erwähnenswert sind die Ruine der mittelalterlichen Burg und die alte Wassermühle aus der Feudalzeit mit zwei Mühlsteinen, die bereits in einem Dokument aus dem Jahr 1542 erwähnt wurde.